# Charles-Antoine Coypel
Charles-Antoine Coypel (París, 11 de julio de 1694-ibídem, 14 de junio de 1752) fue un pintor francés de estilo rococó que también abordó la literatura teatral.
Miembro de una célebre dinastía de pintores que cubrió casi un siglo desde mediados del siglo XVII, Charles-Antoine Coypel abordó diversos medios artísticos, y se singularizó también por escribir unas cuarenta piezas teatrales, lo que le valió los elogios de Voltaire.
Hijo del más famoso de los Coypel, Antoine Coypel (1661-1722), se formó con su padre y curiosamente, nunca viajó a Italia, etapa que se consideraba preceptiva para los pintores de cierto nivel. 

## Carrera

### Ingreso en laAcadémie Royale
Ingresó en la Acádemie Royale en 1715, con apenas veintiún años, gracias al cuadro Medea y Jasón (Berlín, palacio de Charlottenburg), y al año siguiente recibió un gran encargo: una serie de 28 cartones para tapices sobre el Quijote de Cervantes (Compiègne, Francia, Museo Municipal Antoine Vivenel), que se tejieron lentamente en la fábrica de los Gobelinos hasta 1794, mucho después de su muerte.

### Carrera literaria
Dotado de una amplia cultura, en 1718 inició su actividad como dramaturgo. Escribió numerosas obras de teatro en la década siguiente, pero pocas llegaron a estrenarse, y decepcionado, dejó de escribir. Testimonio de esta decisión es su cuadro La Pintura expulsa a Talía (1732; Norfolk, Estados Unidos, Museo Chrysler). Por el contrario, su carrera como pintor fue espectacular.

### Pintor del duque de Orléans
En 1722, Charles-Antoine heredó de su padre el puesto de pintor del Duque de Orléans, Felipe II de Orléans. Posteriormente, se convirtió en pintor predilecto de la reina de Francia, María Leszczynska. En 1727 participó en un concurso de pintura histórica convocado por el duque de Antin, superintendente de los palacios reales. Presentó la obra Perseo y Andrómeda (París, Louvre), enfática y aparatosa, que no llegó a ganar, aunque fue admirada y finalmente la compró Luis XV de Francia.

### Pintor del rey de Francia
En 1747 Coypel pasó a ser primer pintor del rey de Francia, y ese mismo año recibió un encargo de la reina de Polonia: una serie de cartones para tapices de tema teatral. Recibió diversos encargos para el palacio de Versalles, y trabajó también para la amante del rey, Madame de Pompadour. 

### Director de la Académie Royale
Su carrera artística culminó con su nombramiento como director de la Académie Royale. Inspiró la fundación de la École des Elèves protegés, escuela especial para los estudiantes académicos de máximo nivel.
Coypel abordó también la pintura religiosa y escribió textos teóricos sobre arte.